# أصلة ريشية
الأَصَلَانيّ أو الأَصَلَة الريشيّة هي زينة ملحقة بالأزياء تُرتدى عادةً ملفوفة حول الرقبة مثل اللفاع.